# Новодівиченське сільське поселення
Новоді́виченське сільське поселення (рос. Новодевиченское сельское поселение) — муніципальне утворення у складі Єльниківського району Мордовії, Росія. Адміністративний центр — село Новодівиче.

## Історія
Станом на 2002 рік існували Новодівиченська сільська рада (село Новодівиче, присілки Александровка, Петровка), Новоусадське сільська рада (села Краснофлотець, Лиса Гора, Новоусадські Виселки, присілок Жовтоноговські Виселки, селище Карасевка) та Старотештелімське сільська рада (село Старотештелімські Виселки, присілки Новоканьгушанські Виселки, Новопічингушанські Виселки, Старопічингушанські Виселки, селища Каменнобродські Виселки, Красна Горка, Михайловка).
17 травня 2018 року ліквідовані Новоусадське сільське поселення (села Краснофлотець, Лиса Гора, Новоусадські Виселки, присілок Жовтоноговські Виселки, селище Карасевка) та Старотештелімське сільське поселення (село Старотештелімські Виселки, присілки Новоканьгушанські Виселки, Новопічингушанські Виселки, Старопічингушанські Виселки, селища Каменнобродські Виселки, Красна Горка, Михайловка) було включено до складу Новодівиченського сільського поселення.

## Населення
Населення — 739 осіб (2019, 996 у 2010, 1256 у 2002).

## Склад
До складу поселення входять такі населені пункти:
| Населений пункт                       | Населення, осіб (2002) | Населення, осіб (2010) |
| ------------------------------------- | ---------------------- | ---------------------- |
| Александровка, присілок               | 158                    | 114                    |
| Жовтоноговські Виселки, присілок      | 12                     | 4                      |
| Каменнобродські Виселки, селище       | 0                      | -                      |
| Карасевка, селище                     | 4                      | 2                      |
| Красна Горка, селище                  | 219                    | 21                     |
| Краснофлотець, село                   | 105                    | 88                     |
| Лиса Гора, село                       | 21                     | 6                      |
| Михайловка, селище                    | 2                      | 1                      |
| Новодівиче, село                      | 294                    | 268                    |
| Новоканьгушанські Виселки, присілок   | 16                     | 3                      |
| Новопічингушанські Виселки, присілок  | 76                     | 55                     |
| Новоусадські Виселки, село            | 129                    | 94                     |
| Петровка, присілок                    | 39                     | 14                     |
| Старопічингушанські Виселки, присілок | 4                      | 8                      |
| Старотештелімські Виселки, село       | 177                    | 318                    |